# Banabolob
Banabolob är en ort i Mexiko.   Den ligger i kommunen Chamula och delstaten Chiapas, i den sydöstra delen av landet, 700 km öster om huvudstaden Mexico City. Banabolob ligger 2 088 meter över havet och antalet invånare är 365.
Terrängen runt Banabolob är lite bergig. Runt Banabolob är det ganska tätbefolkat, med 166 invånare per kvadratkilometer. Närmaste större samhälle är San Cristóbal de las Casas, 15,9 km söder om Banabolob. Omgivningarna runt Banabolob är en mosaik av jordbruksmark och naturlig växtlighet.